# ルイ・アベル＝トリュシェ
ルイ・アベル＝トリュシェ（Louis Abel-Truchet、1857年12月29日 -  1918年9月9日）は、画家、イラストレーターである。

## 略歴
ヴェルサイユで生まれた。パリの私立の美術学校、アカデミー・ジュリアンでジャン＝ジョセフ・バンジャマン＝コンスタンやジュール・ジョゼフ・ルフェーブルに学んだ。19世紀後期から20世紀初めのパリのナイトライフを描いた作品や風景画、風俗画などを制作した。ポスト印象派のスタイルの画家で、ベル・エポック時代の余暇を楽しむ人々を描き多くの版画も制作した。
1907年に、イラストレーターのルイ・ヴァレ（Louis Vallet: 1856-1940）と「ユーモリスト協会（Société des humoristes）」を設立した。
画家のジョセフ・ファヴロ（Joseph Faverot）と、モンマルトルのキャバレーのレビューの舞台美術を手掛けた。
1911年にレジオンドヌール勲章（シュヴァリエ）を受勲した。
第一次世界大戦中が始まると1914年に志願入隊し、第1工兵連隊の地域中尉になり、迷彩部隊の責任者の画家ギラン・ド・シェヴォラ（Lucien-Victor Guirand de Scévola）の助手を務め、パリの部隊の作業場を指揮した。戦時中、『ル・プチ・ジュルナル』のような新聞に風刺画を描いた。終戦直前に負傷し、オセールで亡くなった。
ルイ・アベル＝トリュシェが亡くなった後、未亡人となったジュリア・アベル＝トリュシェ（Julia Abel-Truchet: 1862-1935）は画家の仕事を始め、肖像画や風景画を描き成功を収めた。

## 作品

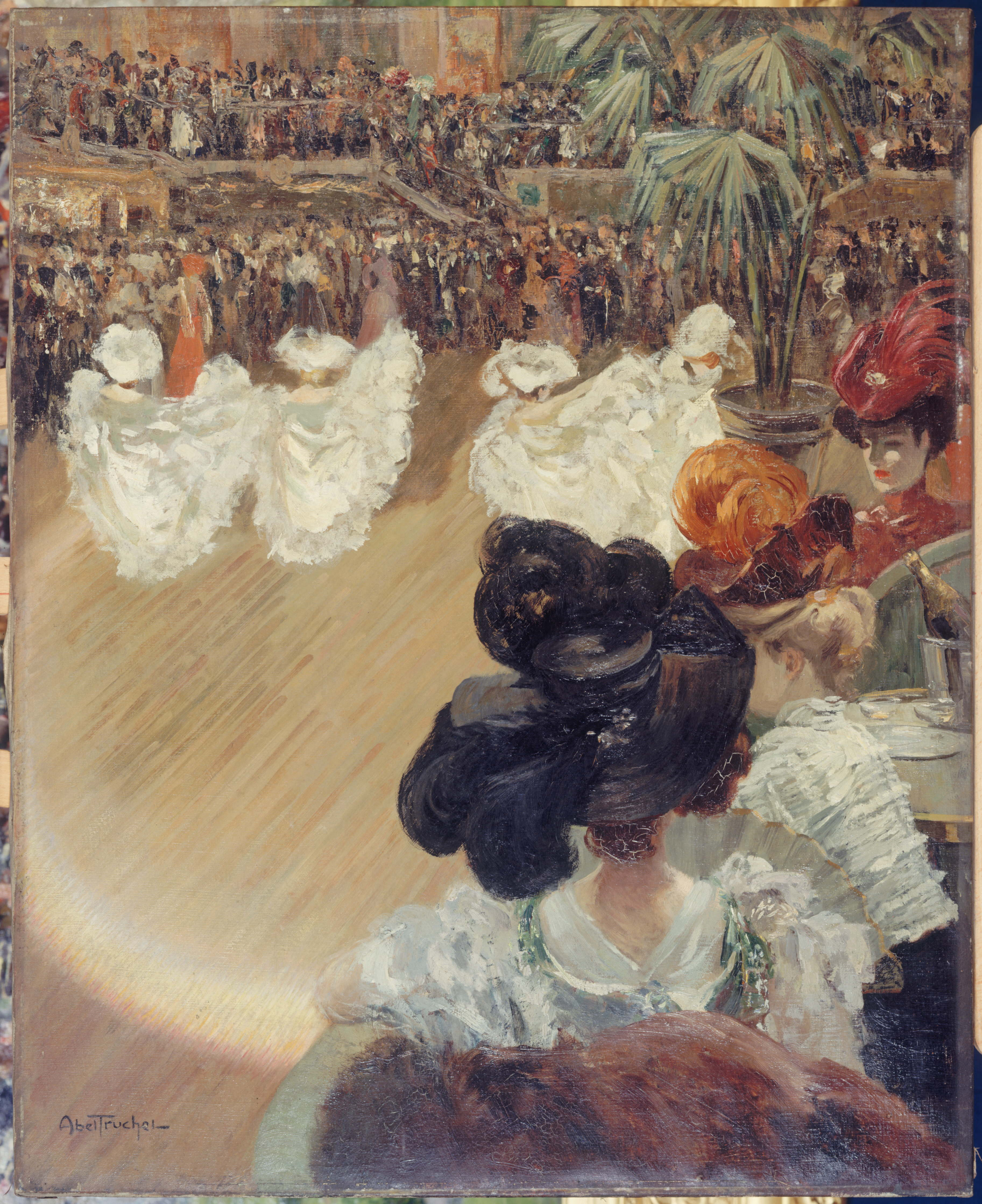
タバランでのカドリーユ
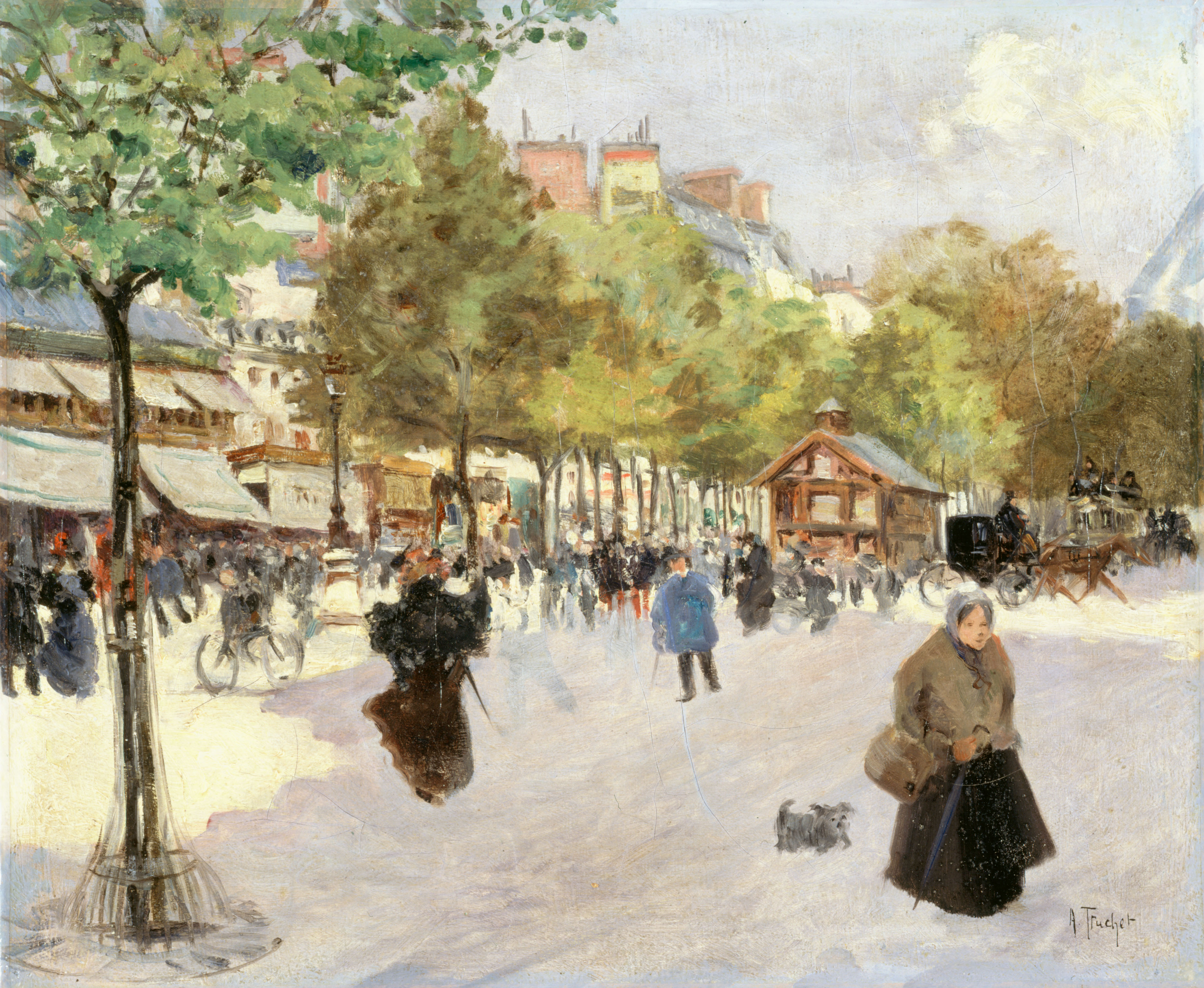
クリシー大通り
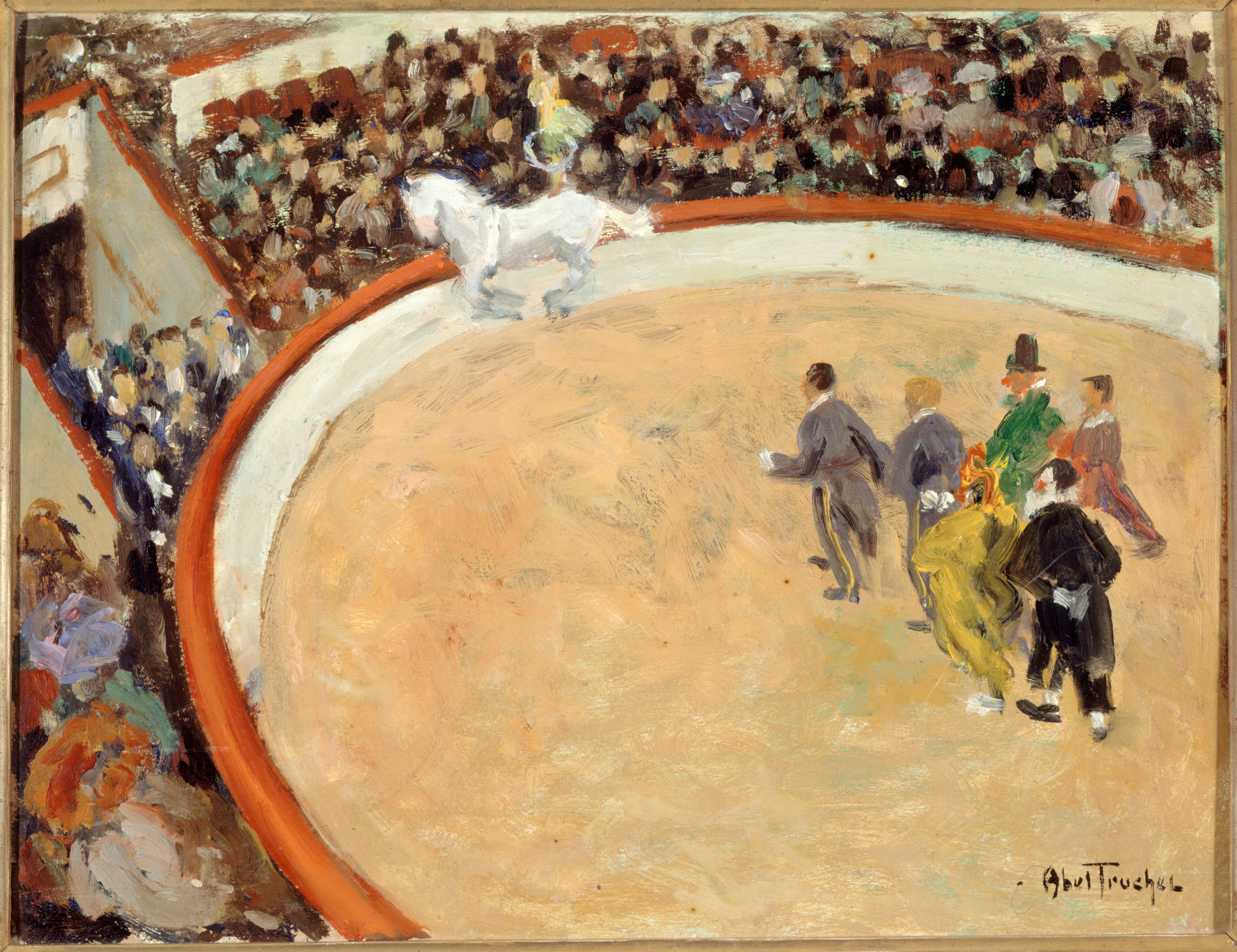
メドラノ・サーカス
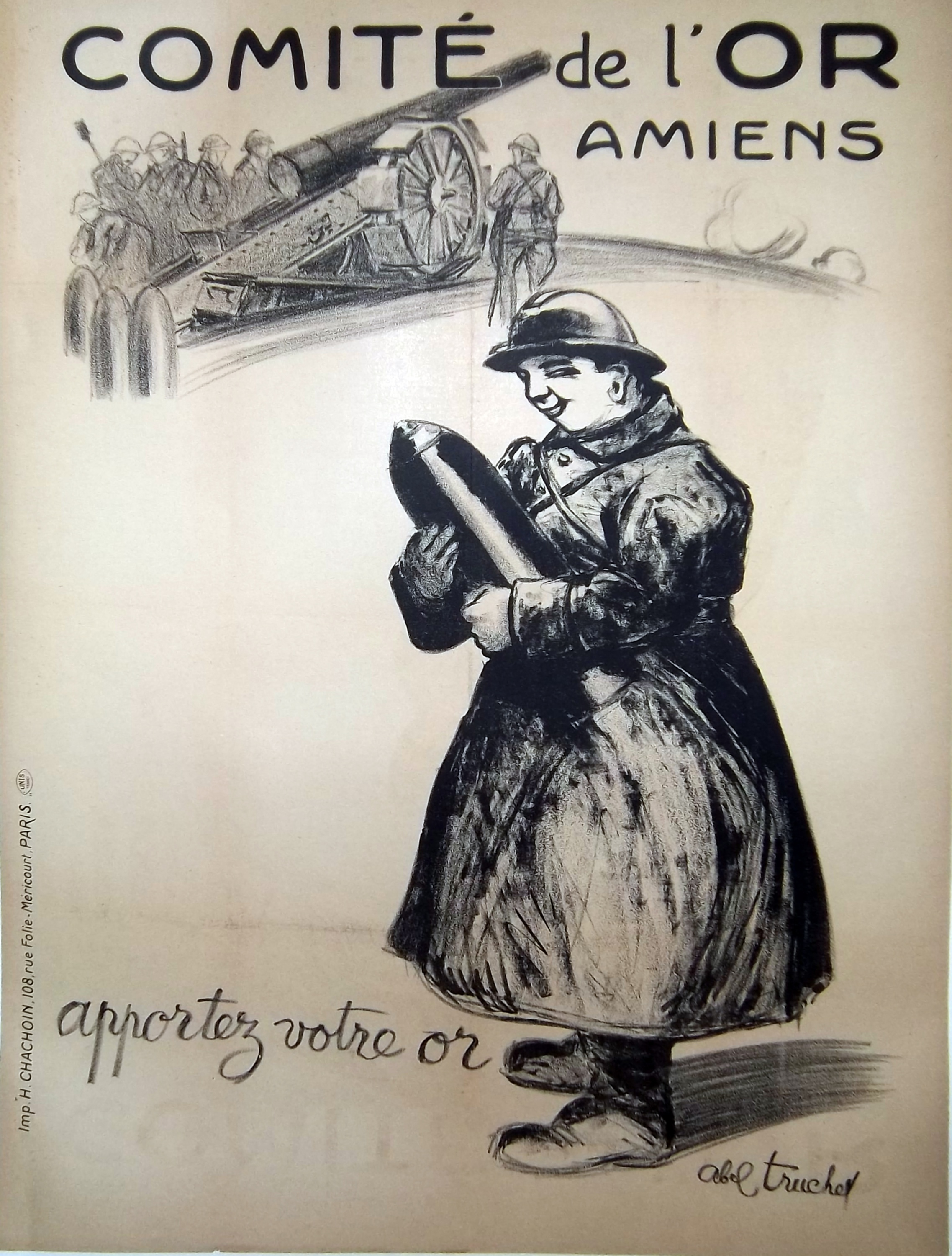
ポスター